# سکوروشتسه
سکوروشتسه (به لهستانی:  Skoroszyce) یک روستا در لهستان است که در گمینا سکوروشتسه واقع شده‌است. سکوروشتسه ۱٬۴۰۰ نفر جمعیت دارد.